# Fritz Tiebel

Fritz Tiebel

Fritz Otto Tiebel (* 6. August 1889 in Połajewo, Kreis Obornik, Provinz Posen; † 1959 zum 31. Dezember 1945 amtlich für tot erklärt) war ein deutscher Politiker (NSDAP).

## Leben und Wirken

### Frühe Jahre
Tiebel war Sohn des Volksschullehrers Wilhelm Tiebel (* 1855) und seiner Ehefrau Hulda, geb. Seefeld. Von 1895 bis 1901 besuchte er die Volksschule seines Vaters in Schwenda im Kreis Sangerhausen in der Provinz Sachsen. Danach besuchte er bis 1905 die Latina in den Frankeschen Stiftungen zu Halle an der Saale. Anschließend erreichte er in Privatunterricht das Abitur der Oberrealschule mit dem Einjährig-Freiwilligen-Zeugnis. 1908 trat Tiebel in den Postdienst ein. Zunächst Postgehilfe, wurde er 1912 zum Postassistenten befördert. 1916 heiratete er.
Von 1915 bis 1918 nahm Tiebel mit den Infanterie-Regimentern 93 und 264 der Sächsischen Armee am Ersten Weltkrieg teil. Am 30. Oktober 1917 wurde Tiebel während der Dritten Flandernschlacht bei Menin-Langemarck schwer verwundet.

### Weimarer Republik und NS-Zeit
Nach dem Endes Ersten Weltkriegs kehrte Tiebel in seinen Beruf bei der Post zurück: 1921 bestand er die Verwaltungsprüfung und 1925 wurde er zum Postinspektor befördert.
Im November 1920 trat Tiebel in die NSDAP ein. Nach dem NSDAP-Verbot 1923 trat er der Partei nach ihrer Neugründung Anfang 1925 im Mai 1925 erneut bei. In der Folgezeit übernahm er die Führung der NSDAP-Ortsgruppe in Wittenberg. Vorübergehend war er auch stellvertretender Gauleiter für den Gau Halle-Merseburg.
Im Mai 1928 kandidierte Tiebel bei den Wahlen zum Preußischen Landtag, ohne ein Mandat zu erhalten. Zudem trat er seit den späten 1920er Jahren als Reichsredner für die NSDAP auf und amtierte er als Vorsitzender des Untersuchungs- und Schlichtungsausschusses (USchlA) im Gau Halle-Merseburg.
Bei der Reichstagswahl vom September 1930 wurde Tiebel als Kandidat der NSDAP für den Wahlkreis 11 (Merseburg) in den Reichstag gewählt, dem er zunächst bis zum November 1932 angehörte. Nachdem er sein Mandat durch die Wahl vom November 1932, bei der die NSDAP einen starken Stimmrückgang erlitt, verlor, wurde er bei der Wahl vom März 1933 erneut in den Reichstag gewählt, dem er fortan ohne Unterbrechung bis zum Ende der NS-Herrschaft im Mai 1945 angehörte. Während seiner Abgeordnetenzeit stimmte er u. a. für das Ermächtigungsgesetz vom März 1933.
Während der NS-Zeit war Tiebel als Hauptstellenleiter im Amt für Beamte der NSDAP ständiger Vertreter von Hermann Neef, des Reichsbeamtenführers und Reichswalters des Reichsbundes der Deutschen Beamten (RDB) sowie Leiter des Amtes für Beamte in Halle-Merseburg und (seit Oktober 1933) Gauwart des RDB.
Ferner war Tiebel Herausgeber der Tageszeitung Die Kursächsische Tageszeitung und Mitarbeiter der Nationalsozialistischen Beamten-Zeitung (NSBZ). Bei der Post schied Tiebel vor 1943 im Rang eines Oberpostrates aus.
Neben seiner Funktionärstätigkeit für die Partei gehörte Tiebel der Sturmabteilung (SA) an, in der er zuletzt im Januar 1942 den Ehrenrang eines Oberführers erreichte.
In der Schlussphase des Zweiten Weltkriegs gehörte Tiebel dem Volkssturm an. Er ist seit 1945 verschollen. Er wurde durch Entscheidung des Amtsgerichts Neukölln vom 2. Dezember 1959 (70 IIb 186/58) amtlich für tot erklärt. Als offiziell-formaler Zeitpunkt des Todes wurde der 31. Dezember 1945 festgelegt (was i. d. R. bedeutet, dass davon ausgegangen wird, dass er im Laufe des Jahres 1945 starb). Beurkundet wurde sein Tod beim (Sonder-)Standesamt I in Berlin-West unter der Registernummer 7523/1960 im Buch für Todeserklärungen.

## Ehe und Familie
Tiebel heiratete am 10. Juni 1916 in Stolberg, Kreis Sangerhausen, Charlotte Schwabe, eine Tochter des Oberbahnassistenten Gotthold Schwabe (* 8. Oktober 1844 in Naumburg) und seiner Ehefrau Friedrike Kauerhof. Aus der Ehe gingen fünf Kinder hervor: Liselotte (* 1. August 1917 in Stolberg), Johanna (* 1. Januar 1921), Hildegundia (* 1927), Günther (* 1928) und Fritz (* 1931).

## Schriften
- Die Beamtenschaft Adolf Hitlers. Rede, gehalten am 4., 5., 6. und 7. Juni 1940, 1940.
- Revolutionäres Beamtentum. Rede, gehalten auf dem Beamtenkundgebung am 2. Oktober 1940, 1940.